# Rodzina Cwi
Rodzina Cwi (jid. Di Miszpoche Cwi) – polski film fabularny z 1916 roku w języku jidysz.

## Obsada
- Ester Rachel Kamińska